# Das Truthuhnparadies
Das Truthuhnparadies ist der erste Roman des Berliner Schriftstellers Stephan Sarek; er erschien 1997 im Rake-Verlag (Kiel) und 2001 im Deutschen Taschenbuch Verlag (München). Im Dezember 2011 erschien eine Neuauflage beim fhl Verlag (Leipzig).

## Handlung
Berlin, neun Jahre nach der Wiedervereinigung. Maria Thanner ist 21, nach eigener Überzeugung lesbisch und auf der Flucht vor der Biederkeit ihrer Paderborner Heimat in das verruchene Berlin gezogen. Ihre erste eigene Wohnung befindet sich in einem heruntergekommenen Altbau in Prenzlauer Berg, wo sie gleich nach der ersten Nacht auf ihren Nachbarn, den gleichaltrigen Björn Hook trifft. Björn entspricht dem, was Maria in Berlin zu suchen hofft. Menschen, die ein wenig verrückt sind, auf keinen Fall normal, und die noch einem Ideal folgen. In Björns Fall ist es dessen Überzeugung, Truthühner seien in Wirklichkeit Außerirdische, die von der Regierung gefoltert und zu Hackfleischbällchen verarbeitet werden. Dass er darüber hinaus für sich selbst den Zölibat abgelegt hat, irritiert sie zwar, doch da sie lesbisch ist, scheint ihr das sogar entgegenzukommen.
Während Maria noch dabei ist, Fuß zu fassen in der ihr fremden Umgebung, eröffnet ihr der Frauenarzt, den sie wegen unerklärlicher Übelkeit aufsucht, dass sie schwanger ist. Ein Umstand, den sie sich nicht erklären kann, liegt doch ihre letzte sexuelle Begegnung mit einem Mann (die ausschlaggebend war, lesbisch zu werden) zu lange zurück. Da sie niemand anderen kennt in Berlin, ist Björn der einzige, dem sie sich offenbart. Dabei kommen die beiden sich näher, doch in dem Moment, wo Maria anfängt, sich in ihn zu verlieben, trifft Björn Vorbereitungen für eine Truthuhnbefreiungsaktion. Er plant, mit einem gemieteten Kleintransporter nach Niedersachsen zu fahren und Truthühner, die dort in einer Truthuhnfarm leben (und die er für Außerirdische hält) zu befreien. ´Die 800 DM, die er für diese Aktion benötigt, will er durch einen Überfall auf die Sparkasse beschaffen, die in derselben Straße liegt, in der die beiden wohnen.
Maria, die berechtigterweise Angst um ihren „Naivling“ hat, gelingt es, ihn davon abzuhalten. Dazu muss sie allerdings so tun, als überfalle sie selber die Sparkasse, hat aber vor, 800 DM von ihrem Konto abzuheben, während Björn draußen mit dem Fluchtmoped wartet. Als sie in der Sparkasse vor der Kasse steht, wird diese zufällig von echten Bankräubern überfallen. Maria wird kurzfristig als Geisel genommen, gelangt dabei an einen Teil der Beute und kann zusammen mit den Bankräubern, die nicht gemerkt haben, dass sie bestohlen wurden, flüchten.
Mit dem erbeuteten Geld fährt Björn schließlich nach Niedersachsen, muss dort aber feststellen, dass sich statt der von ihm vermuteten 75 Außerirdischen mehrere Tausend auf der Farm befinden; niemals kann er alle in seinem kleinen Transporter unterbringen. Als er auch noch vom Werkschutz erwischt wird, scheint die Aktion endgültig gescheitert zu sein, doch durch einen Fahrfehler kommt es zur unbeabsichtigten Befreiung sämtlicher 20.000 Truthühner.
Maria, die, mittlerweile liebeskrank nach Björn, in den Verkehrsnachrichten davon hört, dass in Niedersachsen vor freilaufenden Truthühnern gewarnt wird, reist Björn Hals über Kopf hinterher. Auf der anfänglich erfolglosen Suche nach ihm gelangt sie hinter das Geheimnis ihrer unbefleckten Empfängnis. Erst im Zug zurück nach Berlin treffen die beiden sich wieder.

## Rezensionen
- Büchereule lobt das Buch:  „Herrlich schräger Humor, leicht geschrieben und eine urkomische Geschichte.“[1]
- Die Frankfurter Rundschau schrieb 1997 in ihrer Literaturkritik: „Stephan Sarek hat Fantasie, verwebt Skurriles mit Fantastischem, fügt Alltägliches bei, würzt mit Satire und bekennt sich zu einer ‚gewissen Naivität‘.“[2]